# Edward George Bulwer-Lytton
Edward George Earle Lytton Bulwer-Lytton, 1st Baron Lytton (født 25. maj 1803, død 18. januar 1873) var en engelsk forfatter, digter og politiker. Lord Lytton var en populær forfatter i sin tid og skrev bl.a. linjerne "the great unwashed", "pursuit of the almighty dollar", "the pen is mightier than the sword" og den berømte åbningslinje "It was a dark and stormy night." På trods af hans popularitet er hans navn i dag mest kendt for den nu så klichéfyldte sætning. San Jose State University's årlige Bulwer-Lytton Fiction Contest, hvor det gælder om at komponere den dårligste åbningssætning, er opkaldt efter ham.
Han blev i august 1827 gift med Rosina Doyle Wheeler. 

## Børn
De fik to børn:
- Lady Emily Elizabeth Bulwer-Lytton (17. juni 1828–29. april 1848).
- (Edward) Robert Lytton Bulwer-Lytton, 1st Earl of Lytton (8. november 1831–24. november 1891). Vicekonge af British Indien fra 1876 til 1880.